# پائولو رومانو

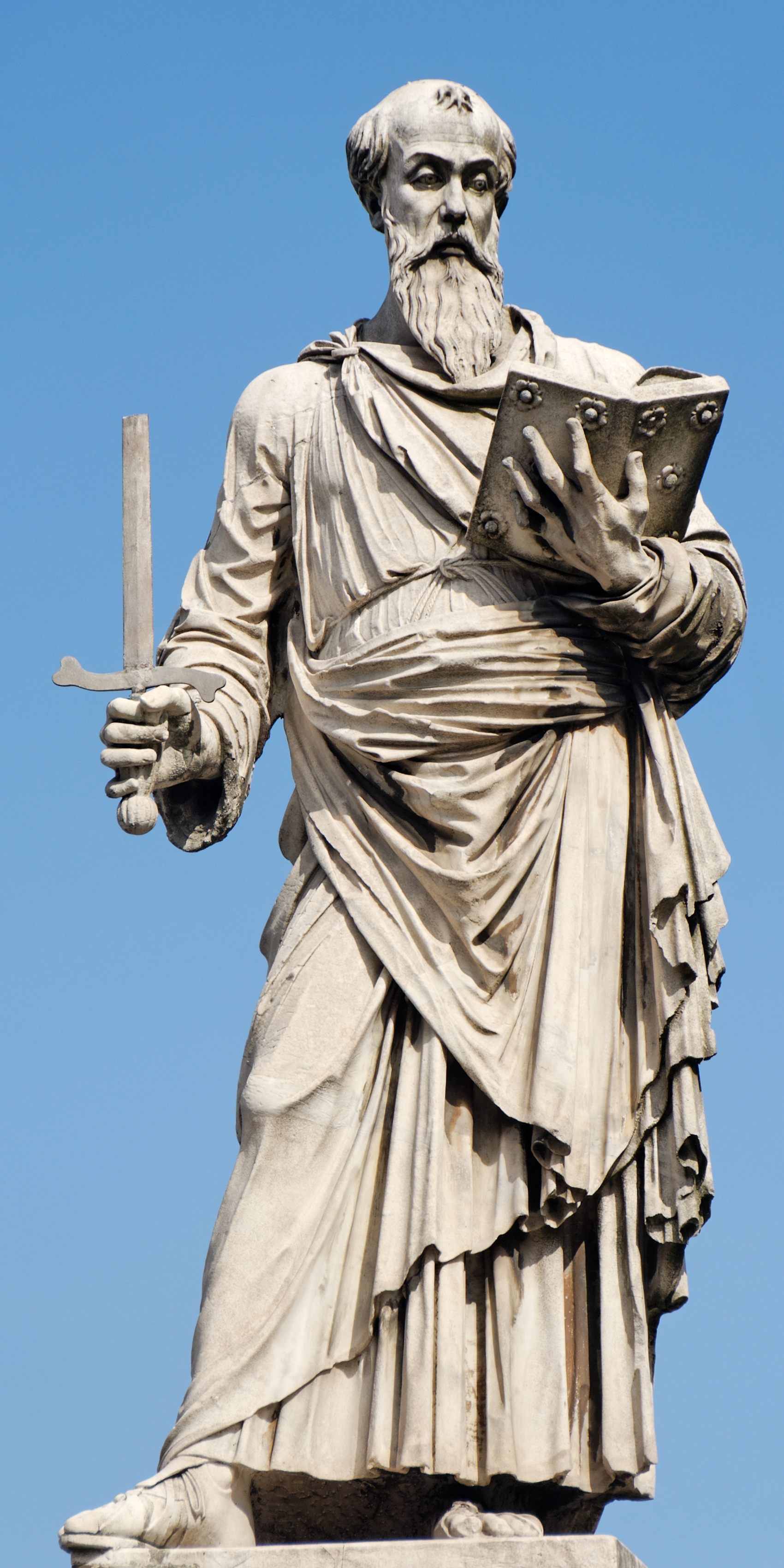
تندیسپولس رسول اثرِ پائولو رومانو (حوالی سال ۱۴۶۰)، در ورودی پل سانت‌آنجلو، رم.

پائولو رومانو (ایتالیایی: Paolo Romano؛ ‏ درگذشت در ۱۴۷۰) مجسمه‌ساز و زرگر ایتالیایی اوایل دوران رنسانس بود.
برخی آثار او امروزه در کلیسای سانت آندرئا دلا واله و موزه‌های واتیکان به نمایش درآمده است.